# Dvůr moravských Lucemburků

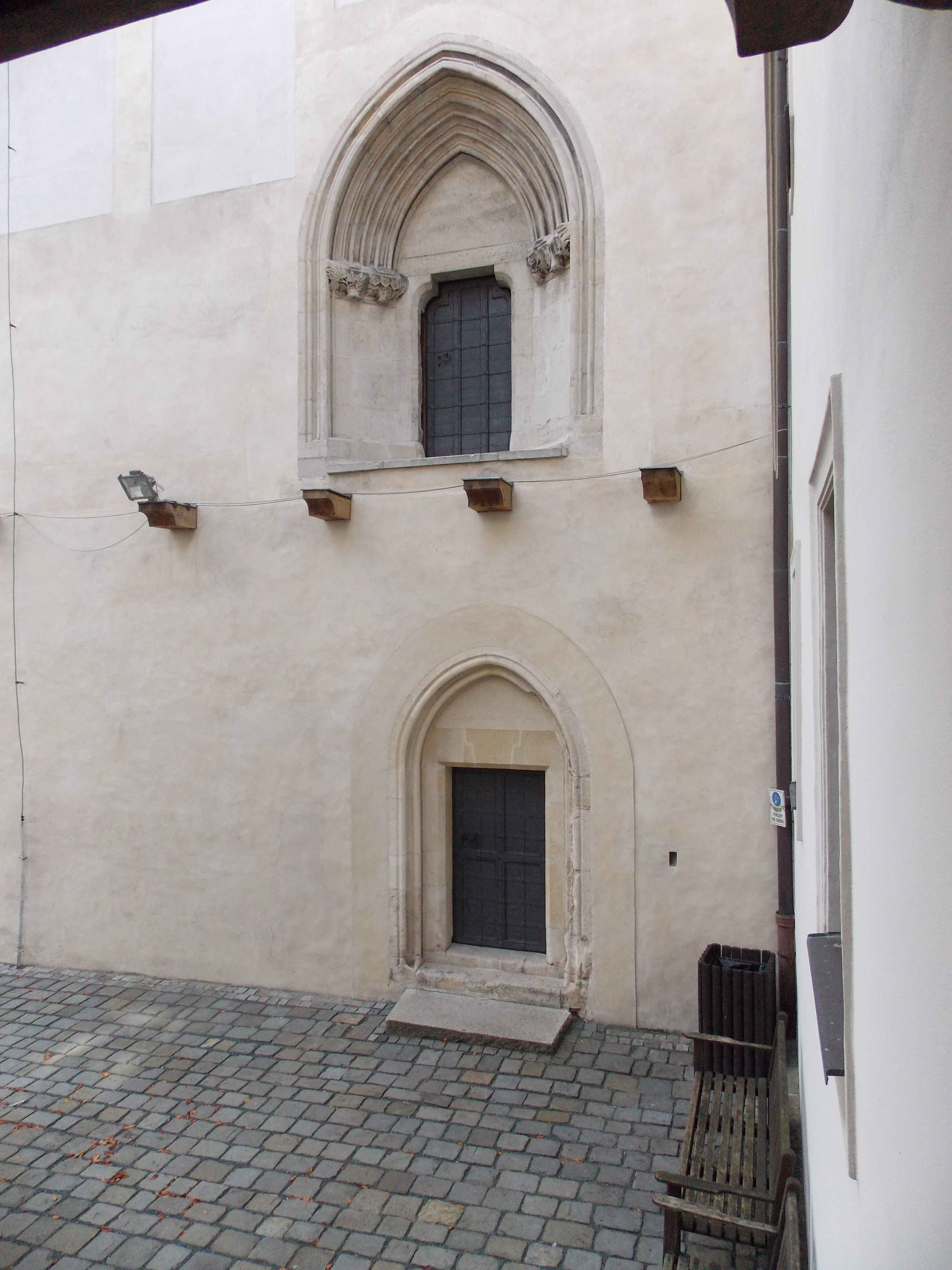
Raně gotický portál královské a markraběcí rezidence na Špilberku s přístupem na někdejší pavlač mezi křídly paláce

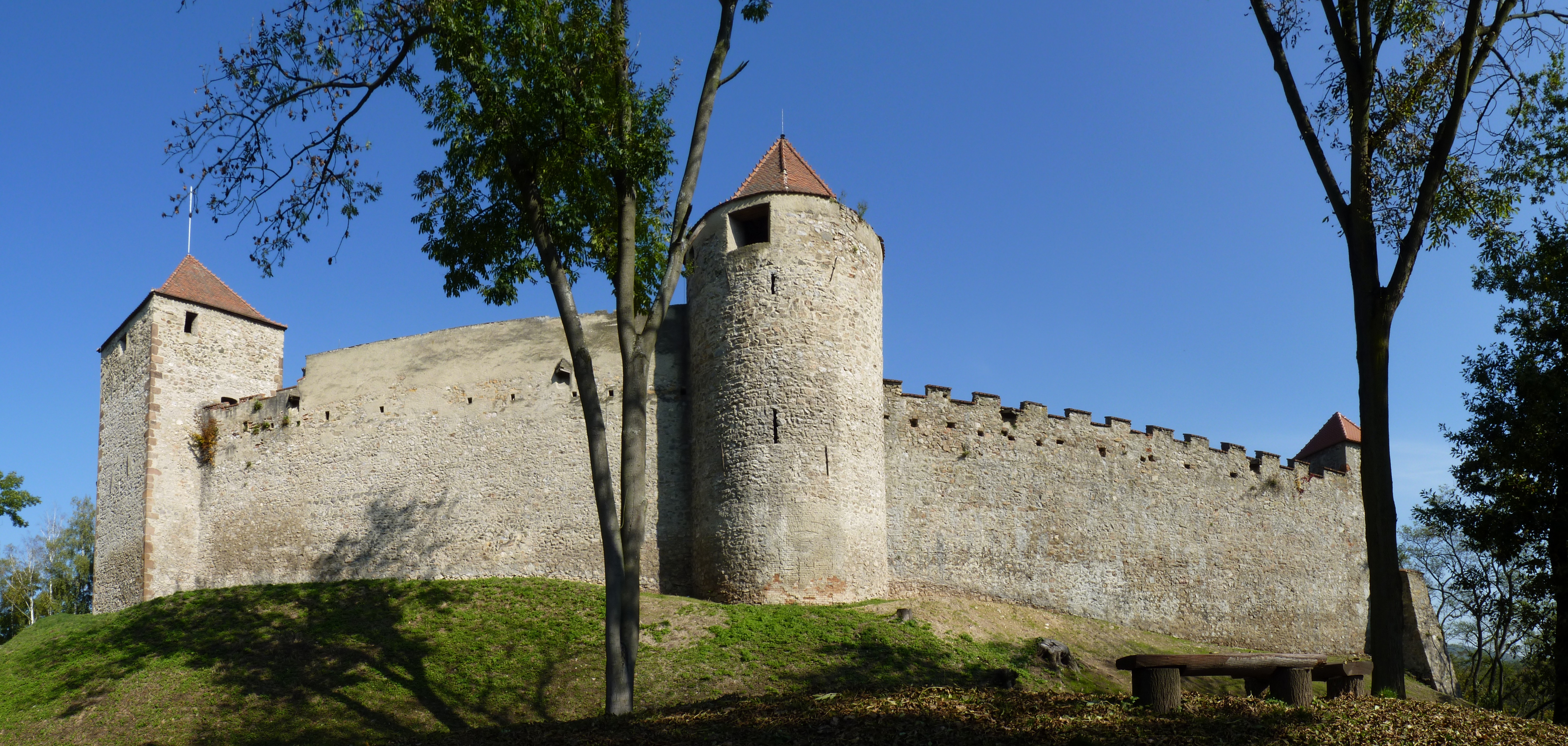
Část hradeb hradu Veveří z doby Lucemburského dvora

Dvory moravských Lucemburků (1336–1411) – ve skutečností jde o několik dvorů – jsou významným fenoménem dějin Zemí koruny české. Jejich existence spadá do období 1336 až 1411 a s jistou výhradou i déle. Šlo o menší a střední panovnické dvory se všemi atributy, které přísluší takovému vymezení. Prvním na Moravě trvale přítomným dvorem byl dvůr Karla IV, který však byl spíše dvorem jeho ženy Blanky z Valois, poté co byla "donucena" pobývat mimo prostředí pražského dvora. Byla tak spojena aktuální vladařská funkce a úkoly jejího manžela. Dvůr sídlil v Brně s největší pravděpodobností na Špilberku. Život tohoto dvora citelně zeslábl okolo roku 1341 a zůstaly po něm jen skromné pozůstatky. Na tento dvůr postupně navázal okolo roku 1349 dvůr Karlova bratra Jana Jindřicha. Také tento dvůr nejčastěji sídlil na Špilberku ve starém královském paláci, měl však i další alternativy, kterým byl zvelebovaný hrad Veveří, dům měšťana Alrama uvnitř Brna, nebo hrady Rokštejn a Ronov. Největšího rozmachu doznaly dvory v poslední čtvrtině 14. století na sklonku vlády Jana Jindřicha a zejména Jošta Lucemburského, který posléze nebyl jenom vládcem Moravy ale i dalších zemí. V té době se počet osob činných na dvoře mohl blížit až 200. 
K lucemburským dvorům je možno počítat i malé dvory titulárních markrabat-Joštova bratra Prokopa a Jana Soběslava. Spisovny (scriptoria) těchto dvorů udržovaly čilý korespondenční kontakt uvnitř země i se zahraničím. Pro spisovou činnost Joštova dvora je příznačné použití češtiny (respektive v té době „moravštiny“) jež je jedním z nejranějších použití národního jazyka v diplomatických a správních relacích, čímž alespoň částečně nahradila latinu.
Lucemburské dvory nevznikaly na Moravě a v Brně od nuly. V Brně bylo již dříve přítomno vysoké dvorské milieu a to pro přítomnost dvora Elišky Rejčky a jejího přítele Jindřicha z Lipé – nejméně od roku 1318, který sice nebyl panovnickým dvorem, ale jeho faktické relace tomu odpovídaly. I ten (alespoň v malém) navázal v Brně na dřívější přítomnost náznaků dvorského prostředí, které bylo v Brně sporadicky přítomno za vlády posledních Přemyslovců, zejména Přemysla Otakara II. Přítomnost dvorů měla značný vliv na rozvoj umění, kultury, diplomacie, řemesel a peněžnictví.